# Krnsko jezero
Krnsko jezero (tudi Veliko jezero ali Jezero na Polju) je največje slovensko visokogorsko jezero in je na nadmorski višini 1394 metrov.

## Lokacija in opis
Krnsko jezero leži v Triglavskem narodnem parku, na severni strani Krna (2244 m) po katerem je dobilo ime in Batognico (2164 m), na najožjem delu pa je ukleščeno med Lemež (2042 m), in Mali Šmohor (1939 m). Jezero je ledeniškega nastanka in leži sredi zakrasnelega terena, zato ga uvrščajo tudi med kraška jezera. Nedaleč stoji Planinski dom pri Krnskih jezerih.
Dolgo je 300 m, široko 150 m in skoraj 18 m globoko. Ima površino Velikost: 5,9 ha. Od jezera je lep pogled proti Krnu in njegovim sosednjim vrhovom.

## Favna in flora
V jezeru je bogato življenje, ki pa je zaradi vnosa tujerodnih rib in velikega pritoka hranilnih snovi močno ogroženo. Zanj so posebno velika grožnja kopalci v poletnih mesecih.
V okolici se pojavlja planika, dlakavi sleč, kernerjev mak (Papaver alpinum kerneri) in sternbergov klinček (Dianthus sternbergii) in druge.